# Ruslands håndboldlandshold (damer)
 For alternative betydninger, se Ruslands håndboldlandshold. (Se også artikler, som begynder med Ruslands håndboldlandshold)
Rusland håndboldlandshold er det russiske landshold i håndbold for damer. De har vundet VM i 2001, 2005, 2007 og 2009 og vandt sølv ved OL i 2008 og guld ved OL i 2016 i Brasilien. De vandt også bronze ved EM i 2000 og 2008.
Holdet vandt OL-håndboldfinalen i kvindehåndbold under Sommer-OL 2016 i Rio de Janeiro 22-19, over Frankrig.

## Resultater

### VM i håndbold
- 1993: 5.-plads
- / 1995: 6.-plads
- 1997: 4.-plads
- / 1999: 12.-plads
- 2001:  Guld
- 2003: 7.-plads
- 2005:  Guld
- 2007:  Guld
- 2009:  Guld
- 2011: 6.-plads
- 2013: Ikke kvalificeret
- 2015: 5.-plads
- 2017: 5.-plads
- 2019:  Bronze
- 2021: 8.-plads

### EM i håndbold
- 1994: 6.-plads
- 1996: 7.-plads
- 1998: 9.-plads
- 2000:  Bronze
- 2002: 4.-plads
- 2004: 4.-plads
- 2006:  Sølv
- 2008:  Bronze
- 2010: 7.-plads
- 2012: 6.-plads
- 2014: 14.-plads
- 2016: 7.-plads
- 2018:  Sølv
- 2020: 5.-plads
- 2022: Diskvalificeret

### Olympiske lege
- 1996: Ikke kvalificeret
- 2000: Ikke kvalificeret
- 2004: Ikke kvalificeret
- 2008:  Sølv
- 2012: 8.-plads
- 2016:  Guld
- 2020:  Sølv

## Truppen
Den aktuelle spillertrup til VM i kvindehåndbold 2021 i Spanien, den 1. til 19. december 2021.
Cheftræner:  Ludmila Bodnieva.
| Nr. | Navn                      | Position     | Alder                      | Kampe | Mål | Klub              |
| --- | ------------------------- | ------------ | -------------------------- | ----- | --- | ----------------- |
| 3   | Polina Gorsjkova          | Venstre fløj | 22. november 1989 (35 år)  | 34    | 58  | CSKA Moskva       |
| 11  | Anastasia Lagina          | Målvogter    | 11. august 1995 (29 år)    | 11    | 2   | Rostov-Don        |
| 23  | Elena Mikhajlitsjenko     | Venstre back | 14. september 2001 (23 år) | 21    | 28  | Rostov-Don        |
| 25  | Olga Fomina               | Højre fløj   | 17. april 1989 (35 år)     | 151   | 305 | HC Lada           |
| 31  | Karina Sabirova           | Venstre back | 23. marts 1998 (26 år)     | 27    | 41  | CSKA Moskva       |
| 33  | Jekaterina Ilina          | Playmaker    | 7. marts 1991 (33 år)      | 119   | 318 | CSKA Moskva       |
| 35  | Valerija Kirdjasjeva      | Playmaker    | 28. november 2000 (24 år)  | 2     | 5   | HC Lada           |
| 36  | Julija Managarova         | Højre fløj   | 27. september 1988 (36 år) | 70    | 220 | Rostov-Don        |
| 39  | Antonina Skorobogattjenko | Højre back   | 14. februar 1999 (26 år)   | 58    | 128 | CSKA Moskva       |
| 41  | Veronika Nikitina         | Venstre back | 16. februar 1992 (33 år)   | 13    | 19  | HC Lada           |
| 51  | Milana Tazjenova          | Playmaker    | 6. marts 1999 (25 år)      | 2     | 1   | Rostov-Don        |
| 55  | Ksenija Zakordonskaja     | Stregspiller | 4. marts 2003 (21 år)      | 0     | 0   | HK Astrakhanotjka |
| 67  | Anastasija Illarionova    | Stregspiller | 28. marts 1999 (25 år)     | 28    | 16  | CSKA Moskva       |
| 76  | Jekaterina Zelenkova      | Højre back   | 28. februar 1999 (26 år)   | 2     | 3   | Rostov-Don        |
| 77  | Jaroslava Frolova         | Playmaker    | 18. maj 1997 (27 år)       | 41    | 90  | Rostov-Don        |
| 86  | Olga Sjerbak              | Venstre back | 14. marts 1998 (26 år)     | 2     | 5   | HC Lada           |
| 96  | Julija Markova            | Venstre fløj | 10. august 1996 (28 år)    | 20    | 18  | CSKA Moskva       |
| 99  | Polina Kaplina            | Målvogter    | 16. august 1999 (25 år)    | 7     | 1   | CSKA Moskva       |

### Nævnværdige spillere
Nedenstående er navne på spillere der har været repræsenteret på All-star holdet, ved en slutrunde.
Bedste spiller
- Ljudmila Bodnijeva, VM 2005
- Ljudmila Postnova, VM 2009
- Anna Vjakhireva, Sommer-OL 2016, Sommer-OL 2020; EM 2018

All-Star Team
- Natalja Derjugina, VM 1995, VM 1997
- Natalija Todorovska, VM 1997
- Irina Poltoratskaja, VM 2001
- Ljudmila Bodnijeva, VM 2001, VM 2005; EM 2002, EM 2004 og EM 2006
- Inna Suslina, EM 2006; VM 2009
- Jana Uskova, VM 2007
- Ljudmila Postnova, Sommer-OL 2008
- Irina Bliznova, Sommer-OL 2008
- Polina Kuznetsova, VM 2007; EM 2012; Sommer-OL 2016, Sommer-OL 2020
- Emilija Turej, VM 2011
- Darja Dmitrijeva, Sommer-OL 2016
- Anna Vjakhireva, VM 2019, Sommer-OL 2019

Bedste forsvarsspiller
- Nadezjda Muravjeva, EM 2008

### Landstrænere gennem tiden
| Periode   | Cheftræner          |
| --------- | ------------------- |
| –1999     | Alexander Tarasikov |
| 1999–2012 | Jevgenij Trefilov   |
| 2012–2013 | Vitalij Krokhin     |
| 2013–2019 | Jevgenij Trefilov   |
| 2019–2020 | Ambros Martín       |
| 2021      | Alexej Aleksejev    |
| 2021–     | Ljudmila Bodnijeva  |